# Шаталовский район
Шаталовский район — административно-территориальная единица в составе Центрально-Чернозёмной, Воронежской и Белгородской областей, существовавшая в 1928—1963 годах. Центр — село Шаталовка
Шаталовский район был образован в 1928 году в составе Воронежского округа Центрально-Чернозёмной области. 16 сентября 1929 года в связи с ликвидацией Воронежского округа Шаталовский район был передан в Старооскольский округ. 23 июля 1930 года окружная система в СССР была упразднена и Шаталовский район перешёл в прямое подчинение Центрально-Чернозёмной области.
13 июня 1934 года Шаталовский район был отнесён к Воронежской области.
По состоянию на 1945 года район делился на 13 сельсоветов: Архангельский, Верхне-Баровско-Потудинский, Владимировский, Городищенский 1-й, Городищенский 2-й, Дмитриевский-Хуторской, Знаменский, Крутовский, Преображенский, Роговатовский 1-й, Роговатовский 2-й, Солдатский и Шаталовский.
6 января 1954 года Шаталовский район отошёл к Белгородской области.
1 февраля 1963 года Шаталовский район был упразднён.